# Изудин Бајровић
Изудин Бајровић (Пљевља, 9. фебруар 1963) босанскохерцеговачки је позоришни, телевизијски и филмски глумац.

## Биографија
Рођен је 1963. у Пљевљима, Црна Гора. Завршио је Академију сценских умјетности у Сарајеву 1987. у класи проф. Боре Стјепановића.
Исте године постаје члан Драме Народног позоришта у Сарајеву, гд‌е и данас ради. У периоду 1993-2007. био је ангажован као предавач на предмету Глума на Академији сценских уметности у Сарајеву. Обављао је дужност директора Драме Народног позоришта Сарајево од 1997-2001. Одиграо је велики број улога у босанскохерцеговачким позориштима, те у Црној Гори, Словенији, Швајцарској, Шведској. Игра у филмским и ТВ пројектима у домаћој и страној продукцији. Најзначајније улоге у представама: Три сестре, Чудо у Латинлуку, Пожар страсти, Кидај од своје жене, Зид, Алкестис, Хамлет, Дервиш и смрт, Тврђава, Хамлет-машина, Квартет, У самоћи памучних поља, Полицајци, Амерички бизон, Љепотица Линеина, Филоктет, Дантонова смрт, Леонце и Лена, Woyzeck, Краљево, Арт, Антигона у New Yorku, У Зворнику ја сам оставио своје срце, Ромео и Јулија, Ревизор, Легенда о Али-паши, Први пут с оцем на изборе, Поноћна игра, Игра плакања, Ричард Трећи, Двојица на мосту, Кад би ово био филм…, Балкански шпијун у Сарајеву.

## Филмографија
| Год.          | Назив                                    | Улога              |
| ------------- | ---------------------------------------- | ------------------ |
| 1980-е        |                                          |                    |
| 1986.         | Мисија мајора Атертона                   |                    |
| 1986.         | Посљедни скретничар узаног колосијека    | Радник             |
| 1989.         | Рањеник                                  | Јоза               |
| 1990-е        |                                          |                    |
| 1991.         | Игра пожуде                              | Малком             |
| 1997.         | Савршени круг                            |                    |
| 1997.         | Елвис                                    |                    |
| 1999.         | Ратници                                  | Борић              |
| 2000-е        |                                          |                    |
| 2001.         | Прво смртно искуство                     | Отац               |
| 2001.         | Борац                                    |                    |
| 2002.         | Десет минута                             | Отац               |
| 2002. - 2008. | Виза за будућност                        | Миро               |
| 2002.         | Виза за будућност - Новогодишњи специјал | Миро               |
| 2003.         | Римејк                                   | Јово               |
| 2003.         | Гори ватра                               | Мугдим             |
| 2003.         | Виза за будућност - Новогодишњи специјал | Миро               |
| 2004.         | Код Амиџе Идриза                         | Изудин             |
| 2004.         | Виза за будућност - Новогодишњи специја  | Миро               |
| 2004. - 2007. | Црна хроника                             | Мирко Терзић       |
| 2006.         | Слуњска брда - живот и смрт              | Мустафа            |
| 2006.         | Микрофон је ваш                          | Миро               |
| 2006. - 2007. | Тата и зетови                            | Јусуф Љајић        |
| 2007.         | Живи и мртви                             | Стојан             |
| 2007.         | Тешко је бити фин                        | Доктор             |
| 2008.         | Запамтите Вуковар                        | Мајор              |
| 2008. - 2009. | Печат                                    | Стрика             |
| 2009.         | Невреме                                  | Бранко Станић      |
| 2010-е        |                                          |                    |
| 2010.         | На путу                                  | Јусуф              |
| 2010.         | Луд, збуњен, нормалан                    | Муфљуз             |
| 2010.         | Циркус Колумбија                         | мајор Костелић     |
| 2010.         | Ревизор                                  |                    |
| 2010.         | Два смо свијета различита                | Фадил              |
| 2011.         | Пртљаг                                   | Пирпити човек      |
| 2011. - 2012. | Фолиранти                                | Изудин             |
| 2012.         | Халимин пут                              | Салко              |
| 2013.         | Одбрана и заштита                        |                    |
| 2013.         | Моја! Моја! Моја собица!                 |                    |
| 2013.         | Нек је жива глава                        | Хамед              |
| 2014.         | Рекет                                    | Муфид              |
| 2015.         | Тужилац, бранилац, отац и његов син      | Дејан отац         |
| 2016.         | Моја тетка у Сарајеву                    | Суад               |
| 2016.         | Смрт у Сарајеву                          | Омер               |
| 2017.         | Мушкарци не плачу                        | рецепционер        |
| 2017.         | The Books of Knjige: Случајеви правде    | начелник Баћовић   |
| 2017.         | Ништа, само вјетар                       |                    |
| 2017.         | Рози слон                                | Сеад               |
| 2018.         | Снијег за воду                           | Отац               |
| 2018.         | Повраћено памћење                        | Миро               |
| 2018.         | Сам самцат                               | Радослав           |
| 2018.         | Избрисана                                | Отац               |
| 2018. - 2020. | Новине                                   | Маринко Прскало    |
| 2019.         | Љубав, бол и севдах                      | Недим              |
| 2019.         | Син                                      | доктор             |
| 2019.         | Контрапункт                              | менаџер            |
| 2019.         | Јама                                     | странац            |
| 2019.         | Пун мјесец                               | Мухамед            |
| 2019.         | Симпатија према ђаволу                   | Душан              |
| 2020-е        |                                          |                    |
| 2020.         | Отац                                     | Коста              |
| 2020.         | Концентриши се, баба                     | Ранко              |
| 2020.         | Quo vadis, Aida?                         | Нихад Селманагић   |
| 2020.         | Државни службеник                        | Мунизаба           |
| 2020.         | Ствари за чување                         |                    |
| 2021.         | Табија                                   | Бранко             |
| 2021.         | Десет у пола                             | Изо                |
| 2021.         | Тамна соба                               | Отац               |
| 2021. - 2022. | Подручје без сигнала                     | Јанда              |
| 2021. - 2024. | Певачица                                 | Црни маг           |
| 2022.         | Празник празнине                         |                    |
| 2022.         | Сигурно мјесто                           | доктор             |
| 2022.         | Најсретнији човјек на свијету            | Асим               |
| 2022.         | Котлина                                  | Жарко              |
| 2022. - 2023. | Камионџије д.о.о                         | Меша               |
| 2023.         | Пад                                      | Раде Ковачевић     |
| 2023.         | Сирин                                    | градоначелник      |
| 2023.         | Јужни ветар: На граници                  | Сава               |
| 2023.         | Немирни                                  | професор Соколовић |
| 2023.         | Екскурзија                               | деда               |
| 2023.         | Посета                                   | Жарковић           |
| 2023.         | Знам како дишеш                          | Халид Капић        |
| 2024.         | V ефекат                                 | Светланин отац     |
| 2024.         | Сабља (ТВ серија)                        | Јовица Станишић    |